# Крушение бомбардировщика F-117 под Буджановцами
Крушение бомбардировщика F-117 под Буджановцами (серб. Обарање F-117 код Буђановаца) — событие, произошедшее в субботу 27 марта 1999 года близ сербской деревни Буджановцы недалеко от города Рума (40 км к западу от Белграда) во время войны НАТО против Югославии (на третий день боевых действий). Американский ударный самолёт F-117A «Найтхок» (сер. номер 82-0806), которым управлял подполковник Дейл Зелко (по ошибке часто указывается имя капитана Кена Двили), был сбит ракетой 5В27Д из зенитно-ракетного комплекса С-125 «Нева». ЗРК С-125 находился в распоряжении 3-й батареи 250-й ракетной бригады ВВС и войск ПВО СР Югославии, батареей командовал полковник Золтан Дани. Это первая и единственная официально подтверждённая боевая потеря самолёта F-117 ВВС США за всё время эксплуатации.

## Предыстория

### Задействование F-117 в других военных операциях
Бомбардировщик F-117 был принят на вооружение в октябре 1983 года, однако впервые его существование было официально признано 10 ноября 1988 года в пресс-релизе Пентагона. Первый публичный показ двух F-117 состоялся 21 апреля 1990 года. Самолёты типа F-117 использовались ранее во время вторжения в Панаму, войны в Персидском заливе и операции «Лис пустыни». В годы войны в Персидском заливе 40 самолётов произвели 1270 вылетов и выпустили 30 % от всех высокоточных ракет, использованных США в годы войны. По заявлениям командования вооружённых сил США, эти самолёты нельзя было обнаружить каким-либо радаром, однако существует несколько неподтверждённых свидетельств того, что иракские радары всё-таки обнаруживали эти бомбардировщики.

### Радиоэлектронное вооружение сторон конфликта
Вооружённые силы НАТО для обнаружения сил противника были оснащены американскими дециметровыми и сантиметровыми радарами типов AN/TPS-70 и AN/TPS-63, а также британскими C-600. На вооружении у югославских вооружённых сил состояли советские радары, которые работали на более длинных волнах (до 2 м), но обнаруживали самолёты с пониженной заметностью: это были радары П-12 «Енисей» и П-18 «Терек». Именно они были способны обнаруживать «самолёты-невидимки».
Вместе с тем переговоры по радиостанциям были довольно рискованными, поскольку разведывательные самолёты НАТО Локхид Мартин U-2, ВАE «Канберра» РR9 (высотные), а также «Торнадо» ЕCR и «Торнадо» GR.1А (маловысотные), легко перехватывали переговоры и передавали координаты излучающих устройств с высокой точностью ударным самолётам. Ввиду подобного факта в войсках соблюдалось полное радиомолчание: радары включались ненадолго и немедленно меняли свои позиции вместе с пусковыми установками, а все сообщения и приказы передавались только при помощи курьеров.

## Уничтожение самолёта

### Отчёт об уничтожении
Отчёт об уничтожении самолёта составил заместитель командира 3-й батареи 250-й ракетной бригады ПВО подполковник Джордже Аничич. По данным расчёта, самолёт был уничтожен в 20:55 по местному времени.

На огневую позицию мы прибыли около 20:30. При помощи специальных средств устанавливаем ракеты. Угол подъёма высокий. Ощущается некоторая вибрация, и я не знаю, что происходит в кабине. Занял место помощника руководителя группы наблюдения вместо майора Стоименова. Дани находится в блоке управления пусковыми установками. В воздухе не обнаружено близких целей, они на более далёких расстояниях на разных курсах. Неожиданно на радаре, согласно показаниям, был обнаружен объект по курсу 195 градусов, расстояние 23 километра. Говорю: «Дани, он идёт на нас!» Объект приближается. На расстоянии 14-15 км по курсу 210 градусов командир огневой группы подполковник Золтан Дани приказал начать слежку за объектом. Пароль «Антенна» для включения радара. С того момента начинается игра в кошки-мышки. В течение 10 секунд радар не находит цель. Приказываю: «Остановить поиск цели!» Спустя несколько секунд Дани обнаруживает цель по курсу 230 градусов в момент наблюдения. Довольно быстро, за пару секунд, несколько раз совершён поворот установки, однако операторы ручного управления не смогли поймать объект в поле зрения. Он движется, очевидно, с огромной угловой скоростью. Слежка в течение более чем 10 секунд, после чего отдаю команду: «Остановить поиск цели!»
Снова видим цель, курс 240 градусов, расстояние 14 км. Траектория полёта прослеживается на экране радара. Пытаемся перевести боеголовки третий раз на азимут 240. Офицеры разблокировывают колёса, однако объект потерян. Я думал, что у нас не получится и в этот раз, когда старший сержант Матич воскликнул: «Держи его, держи его, он у нас!» Колёса закреплены, операторы обнаружили объект. Стабильный режим слежения, курс 242 градуса, расстояние 14,5 км. (…) Офицер поддержки докладывает: азимут 250 градусов, расстояние 13 километров.
Дани приказал: «Поразить цель прямой наводкой, запуск!» Произошёл взрыв. Стартует первая ракета, через пять секунд вторая, операторы работают стабильно. Смотрю на экран. Яркая вспышка, взрыв первой ракеты рядом с целью. Цель уничтожена. Приказываю: «Поднять выше!» Расстояние 10-11 км, курс 270 градусов — доложил офицер поддержки Муминович. Смотрю на экран радара. Паника в воздухе, все разбежались, цели не видно.
Спустя 20-30 минут мы получили команду подготовки к маршу, чтобы быстро покинуть позицию. Я чувствую себя усталым, ведь я не спал двое суток.
В выпуске новостей по радио в 22:00 мы услышали, что был сбит самолёт F-117A, который упал в селе Будановцы. Мы немедленно сменили позицию для стрельбы. В нашей бригаде значительно поднялись настроение и боевой дух. Нас всё ещё поздравляют, напряжение спало. Печаль ушла в прошлое, вернулась вера в наши возможности. В соседних деревнях у жителей настоящий праздник, и они смотрят на нас теперь с большим уважением.
Оригинальный текст (серб.)На ватрени положај стижем око 20.30 часова. Прилазећи средствима пролазим поред лансирне рампе. Ракете су на припреми, а угао нагиба велики. Лагани дрхтај тела, јер не знам шта се дешава у кабини. Улазим и седам на место помоћника руковаоца гађања уместо мајора Стоименова. Дани дрема ослоњен на блокове за управљање радом лансирних рампи. Нема близу циљева у ваздуху, има их на већим даљинама на разним азимутима. Одједном на показивачу осматрачког радара, на азимуту 195 уочавам циљ, на даљини од 23 километра. Кажем:„Дани, овај иде на нас”! Циљеви су се приближавали. На даљини 14-15 km и азимуту 210 степени руковалац гађања потпуковник Золтан Дани је наредио тражење циља. Ја сам наредио „Антена”-укључено је зрачење нишанског радара. Тог момента почиње игра мачке и миша. Зрачимо више од 10 секунди неуспешно тражећи циљ. Наређујем: „Прекини тражење-еквивалент”! После неколико тренутака Дани наређује тражење циља на азимуту 230, а ја моменат зрачења. Веома брзо, за пар секунди, циљ је пронађен, точкићи су шкљоцнули више пута, али оператори ручног праћења нису могли да га прихвате. Циљ је ишао у маневар великом угловном брзином. Зрачили смо више од 10 секунди. Поново је време зрачења предугачко и поново наређујем: „Прекини тражење-еквивалент”!

Поново видим циљ на азимуту 240 степени и даљини од 14 km. Циљ врши маневар курсом, лепо се види на показивачима осматрачког радара. Покушавамо исти поступак трећи пут на азимуту 240. Точкићи официра вођења шкљоцају, оператори га губе. Таман сам мислио да ни овај покушај неће успети, када је старији водник Матић узвикнуо: „Дај га, дај га, имам га”! Точкићи су шкљоцнули и оператори су га прихватили. Стабилно праћење, азимут 242 степена, даљина 14,5 km (…) Официр за вођење извештава: Азимут 250 степени, даљина 13 km.
Циљ уништи, метод т/т, лансирај!, командовао је Дани. Потмула експлозија. Старт прве ракете, после 5 секунди и друге. Муминовић извештава прва лансирана, прва захваћена, друга лансирана, друга није захваћена."Како није захваћена?"- питам и устајем са столице радног места помоћника руковаоца гађања нагињем се преко главе оператора праћења по Ф2 да видим екране официра за вођење. Оператори стабилно прате. Посматрам екран официра за вођење ракета. Светлосни бљесак и експлозија прве ракете на циљу. Циљ је уништен. Наређујем: „Скидај високи”! Даљина 10-11 km, азимут 270 степени-извештава официр вођења Муминовић. Седам назад на столицу и гледам екран осматрачког радара. Паника у ваздуху. Сви су се разбежали, нигде ни једног циља.
После 20-30 минута добијамо команду Припрема за марш! Треба брзо напустити локацију лансирања. Преморен сам. Нисам спавао два дана и ноћи.

На радио-вестима у 22.00 часа чујемо да смо оборили F-117А. Олупина је пала у атар села Буђановци. Премештај на наредни ватрени положај је био врло брз. Еуфорија и морал знатно су порасли у јединици. Сви зову, честитају. Напетост је попустила. Нестало је грча. Повратила се вера да се нешто може урадити. Одушевљење је владало у народу околних села. Сви су нас посматрали са великим поштовањем.

### Поиски лётчика
Поисковая группа нашла пилота спустя семь часов после сообщения о крушении F-117A: Зелко прятался в укрытии, скрываясь от югославской полиции. Пилота в ближайшее время доставили на авиабазу Авиано в Северной Италии. Сам Зелко рассказывал следующее о случившемся:
Была очень низкая облачность. Ракету я увидел, когда она уже пересекла слой облаков, сразу после запуска. Она шла под углом в 50 градусов ко мне. И как только я её увидел, я понял: меня вычислили. Первая ракета прошла совсем близко над самолетом. Настолько близко, что самолет тряхнуло.

## Реакция США
28 марта 1999 представитель Пентагона Кеннет Бэйкон подтвердил, что самолёт F-117A ВВС США был сбит в 40 километрах к западу от Белграда. Причину падения самолёта Бэйкон не назвал, вследствие чего общественности долгое время не были известны истинные причины падения самолёта (не было даже известно, получил ли самолёт какие-либо повреждения ранее).

## Судьба обломков F-117А
Перед авиацией США была поставлена задача уничтожить обломки F-117, однако к моменту обнаружения их местоположения там уже находились журналисты телекомпании CNN, и удар был отменён, чтобы не задеть их. Большая часть остатков сбитого бомбардировщика (примерно 75 %) хранится в музее авиации недалеко от белградского аэропорта имени Николы Теслы. Один из залов музея даже посвящён героям 3-й батареи 250-й ракетной бригады ПВО, в Белграде-на-Банице. Что касается электронного оборудования, то неофициально считается, что его большая часть была продана за границу (по мнению белградской прессы, оборудование купили Россия и Китай для тестирования своих прототипов самолётов с пониженной заметностью). США безуспешно требовали от Югославии вернуть обломки самолёта, но сербское правительство до сих пор отказывается возвращать их.

## Документальный фильм
В 2012 году сербский режиссёр Желько Миркович снял документальный фильм об этом событии под названием «Вторая встреча», в котором Дейл Зелко предпринял поездку в Сербию для встречи с Золтаном Дани в его новой жизни.